# Protosiris tricosus
Protosiris tricosus är en biart som först beskrevs av Shanks 1986.  Protosiris tricosus ingår i släktet Protosiris och familjen långtungebin. Inga underarter finns listade i Catalogue of Life.